# 마상통

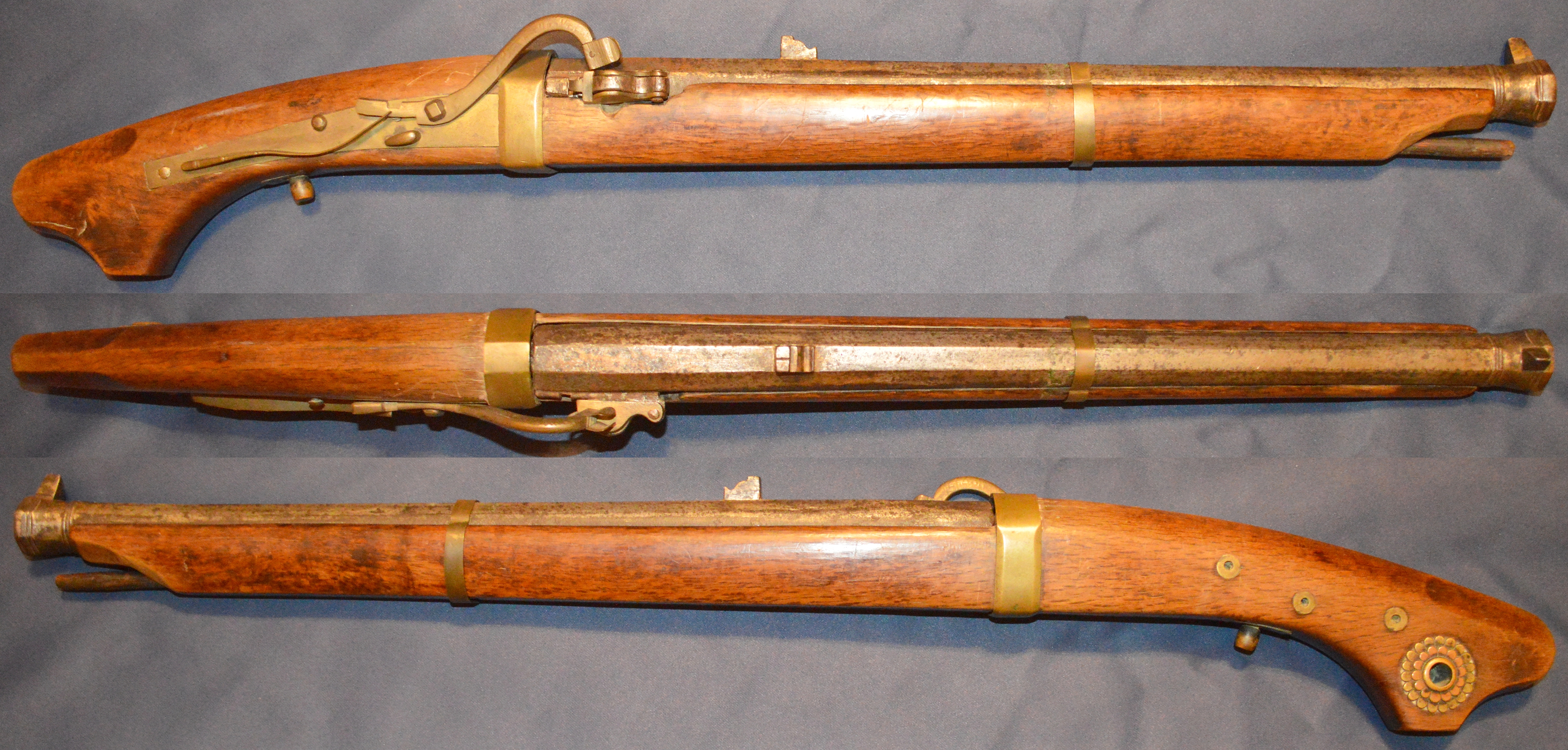
마상통

마상통(일본어: 馬上筒 ばじょうつつ[*])은 전근대 일본에서 사용된 화승식 기총(카빈)이다.
후세의 기총과 비교하면 총신이 보다 짧아서 권총에 가깝다. 실제로 유럽의 흉갑기병이 사용한 피스톨이 이정도 크기이다. 종자도총은 생각보다 무거운 무기라서 마상에서 이용하기에는 현저히 불리했고, 소형화할 필요가 있었다. 또 강선이 없는 활강총인 일본 화승총의 특성상 명중률은 애초 기대할 수 없는 것이기에 이렇게 짧게 만들어도 명중률에 별 영향이 없어 소형화가 이루어질 수 있었다.